# Stza
Скотт Старжион (род. 4 марта 1976), также известный как Stza Crack, — музыкант, участвовавший в нескольких ска-кор группах из Нью-Йорка, самыми известными из которых являются Leftover Crack и Choking Victim. Считается основателем музыкального жанра под названием Крэк рокстеди.

## Биография
В 1990 году Старжион и его друг Alec Baillie создают No Commercial Value, которая в будущем станет называться Choking Victim, а затем — Leftover Crack. Несмотря на то, что состав этих групп всё время менялся, Стизза всегда оставался неизменным лидером, сочиняя лирику и музыку. Кроме того, через Ezra Kire Скотт связан с группой Morning Glory.
В 2005 году Старжион давал сольные акустические концерты и выступал в составе группы Crack Rock Steady 7 в Европе.
В 2006 году его видели в Мехико, где он играл с мексиканской ска-кор группой Niño Zombi.
Последний раз Стизза был вовлечён в создание ещё одной группы, на сей раз с членами Casa de Chihuahua и The Degenerics
под названием Star Fucking Hipsters. Дебютный альбом этой группы был выпущен 30 Сентября 2008 года на лейбле Fat Wreck Chords.
Стизза, наряду с другими членами Leftover Crack (LoC Family) проживает в сквоте C-Squat, расположенном на пересечении Авеню «Си» (Avenue C) и 9 улицы (9th Street) в Манхеттене.